# Carel van Lier

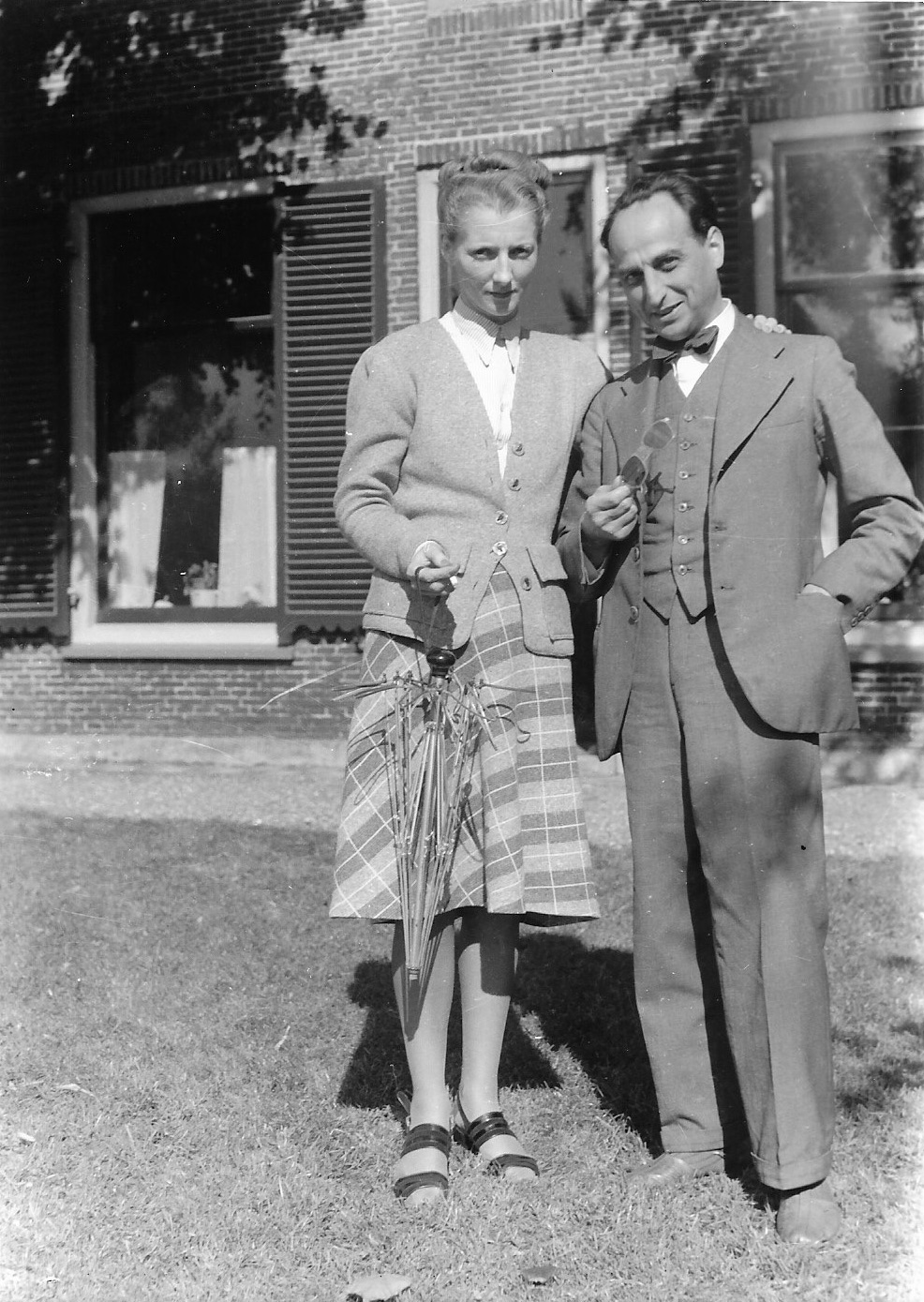
Carel van Lier met Wilma Willink

Charles (Carel) van Lier (Den Haag, 5 september, 1897 - Hannover-Mühlenberg, 15 maart 1945) was een Nederlandse kunsthandelaar.

## Biografie
Carel van Lier was een zoon van Samuel van Lier en Franciska Adelaar. Hij trouwde tweemaal en woonde na zijn tweede huwelijk in Blaricum.
Van Lier opende in 1927 de Kunstzaal Van Lier aan het Rokin 126 te Amsterdam. Hij exposeerde er werken van eigentijdse kunstenaars uit de stromingen van het realisme, het magisch realisme, het expressionisme en daarnaast etnografica.
Kunstenaars die voor de Tweede Wereldoorlog bij hem exposeerden waren onder anderen Henk Chabot, Edgar Fernhout en Rachel Fernhout-Pellekaan, Jan van Herwijnen, Raoul Hynckes, Dick Ket, Wim Schumacher, Jan Sluijters, Charley Toorop, Henri van de Velde, Erwin Blumenfeld en Carel Willink.

### Arrestatie
Omdat Van Lier van Joodse afkomst was werd zijn kunstzaal in 1942 onder beheer gesteld, maar door zijn huwelijk met een niet-Joodse vrouw liep hij niet onmiddellijk gevaar. Op 6 of 7 april 1943 werd hij echter door de Duitsers in Blaricum gearresteerd, wegens zijn betrokkenheid bij het verzet. Hij hielp samen met Willem Arondeus ondergedoken kunstenaars door valse persoonsbewijzen voor hen te regelen.
Hij kwam eerst terecht in de strafgevangenis aan de Amstelveenseweg in Amsterdam en werd via kamp Amersfoort naar Westerbork gebracht. Op 23 maart 1944 ging hij "op transport" naar Auschwitz, waar hij moest werken in het bijkamp Laurahütte. Via Mauthausen en Neuengamme kwam hij terecht in satellietkamp Hannover-Mühlenberg, waar gevangenen mogelijk moesten werken voor Hanomag. Hij overleed daar in 1945.

### Na zijn overlijden
Na de oorlog werd de kunstzaal tot 1949 door zijn weduwe en daarna tot 1956 door anderen voortgezet.
Bij uitgeverij TOTH is in 2003 van de hand van zijn kleinzoon onder de titel Carel van Lier - Kunsthandelaar, wegbereider, 1897 - 1945 een beschrijving van zijn leven en zijn kunstzaal verschenen.